# Gaetano Osculati
Gaetano Osculati (Biassono, 25 ottobre 1808 – Milano, 14 marzo 1894) è stato un esploratore e naturalista italiano.

## Biografia
Nato il 25 ottobre 1808 a San Giorgio al Lambro, frazione di Biassono vicino a Monza, era il primogenito di undici fratelli di un'agiata famiglia della borghesia lombarda. Dopo aver ricevuto una prima educazione presso i padri barnabiti di Rho, si iscrisse alla facoltà di medicina dell’Università di Milano, abbandonandola al secondo anno per dedicarsi ai viaggi e alle scienze naturali. Ottenne il diploma di capitano di lungo corso dopo aver frequentato un corso di matematica a Livorno, sotto la direzione del tenente di fregata Carnevali della Marina toscana, al termine del quale si imbarcò su navi mercantili per compiere il tirocinio. Potendo contare su una rendita familiare, decise di intraprendere alcuni viaggi per conto proprio. Tra il 1831-1832 visitò Egitto, Palestina, Siria e Asia Minore. Tornato a Milano per un breve periodo di riposo, il 16 febbraio 1834 si imbarcò da Le Havre per un viaggio in Sudamerica. Arrivò a Montevideo il 30 giugno 1834 e da lì attraversò gran parte del continente visitando Uruguay, Argentina, passando per il Cile fino a Lima e da dove, dopo esser stato bloccato per alcuni mesi per via della guerra civile peruviana, ritornò in Europa passando per Capo Horn. Da questa esperienza oltre a prendere note utili per le sue raccolte etnografiche ed entomologiche, oggetto principale dei suoi viaggi, raccolse campioni di uccelli e insetti nonché oggetti provenienti da corredi funerari di tombe preispaniche site nella baia di Arica. Raccoglierà i suoi resoconti nella sua prima opera letteraria: "Note di un viaggio nell'America Meridionale negli anni 1834, 35, 36”.
Nel 1841 ripartì, accompagnato dall'amico Felice De Vecchi, in direzione Oriente. Partendo da Milano il 3 maggio 1841 in carrozza, raggiunsero Vienna e da qui, con un battello in navigazione sul Danubio, Costantinopoli. Dopo essersi addentrati in Anatolia, giunsero in Persia. Dopo aver visitato l'attuale Iran, compresa la capitale Teheran e la città sacra di Qom, costeggiarono le coste del Golfo Persico e dall'isola di Khark e raggiunsero prima il Bahrein e, una volta superato lo stretto di Hormuz, arrivarono a Mascate, capitale dell'Oman, il 6 febbraio 1842. Infine, dopo aver attraversato il Mare Arabico, giunsero sulla costa dell'India. Da qui ripartirono per l'Europa, attraccando a Trieste il 20 luglio 1842 e portando con loro una collezione di coleotteri, risultato scientifico della spedizione, che verranno catalogati e analizzati dagli entomologi Massimiliano Spinola e Félix Édouard Guérin-Méneville.
Nel 1846 si imbarcò a Marsiglia con l'obiettivo di compiere il giro completo del mondo. Ma nell'impresa dovette affrontare grossi inconvenienti, come l'incendio del mercantile francese in cui stava viaggiando nei pressi di Gibilterra, che lo convinsero a modificare i piani e rinunciare alla circumnavigazione del globo. Dopo rapide visite in Canada e Stati Uniti, ed essere rimasto bloccato presso le Bermude a causa di un uragano, decise di dedicare il suo viaggio alle terre dell'America equatoriale. Dopo essere giunto nelle Antille, in Venezuela e Colombia, si diresse a Quito con l'intento di risalire il Rio Napo, raggiungere la confluenza con il Rio delle Amazzoni e giungere alla foce di quest'ultimo. Dopo alcuni tentativi infruttuosi, che gli permisero comunque di raccogliere piante e di uccelli oltre a visitare fossili, tentò nuovamente la risalita, ma, una volta superata Baeza, i portatori indigeni che lo accompagnavano (e mal tolleravano il suo atteggiamento nei loro confronti) lo abbandonarono. Nonostante un ambiente ostile e patendo la fame, riuscì comunque a raggiungere il Rio Napo in solitaria e, anche attraverso l'uso di una canoa per seguire il corso dei fiumi, giungere in Brasile da dove, nel 1848, si imbarcò alla volta dell'Europa con una ricca collezione di reperti.
Decise di concludere le sue attività di raccoglitore scientifico e avventuriere con un ultimo viaggio, partendo nel 1857 per l'Egitto, l'Indostan e la Cina. Al suo ritorno si ritirò a vita privata, sposando Lucia Cecilia Tagini, con la quale ebbe due figlie. Morì ad Affori il 14 marzo 1894.